# Лашманское сельское поселение (Рязанская область)
Лашманское се́льское поселе́ние — муниципальное образование в Касимовском районе Рязанской области Российской Федерации.
Административный центр — посёлок Лашма.

## История
В 2004 году администрация пгт Лашма была реорганизована в Лашманское городское поселение. Законом Рязанской области от 12 мая 2014 года № 25-ОЗ «Об изменении статуса муниципального образования — Лашманское городское поселение Касимовского муниципального района и внесении изменений в отдельные законодательные акты Рязанской области»  Лашманское городское поселение было преобразовано в Лашманское сельское поселение.

## Население
| 2009  | 2010  | 2012  | 2013  | 2014  | 2015  | 2016  |
| ----- | ----- | ----- | ----- | ----- | ----- | ----- |
| 1690  | ↘1618 | ↘1614 | ↘1597 | ↗1610 | ↘1557 | ↘1546 |
| 2017  | 2018  | 2019  | 2020  | 2021  |       |       |
| ↘1497 | ↘1481 | ↘1466 | ↘1450 | ↗1510 |       |       |

## Состав сельского поселения
| № | Населённый пункт | Тип населённого пункта          | Население |
| - | ---------------- | ------------------------------- | --------- |
| 1 | Лашма            | посёлок, административный центр | ↗1510     |